# Cabezas de Alambre
Cabezas de Alambre település Spanyolországban, Ávila tartományban. Cabezas de Alambre Cabizuela, Constanzana, Donjimeno, San Vicente de Arévalo és Pedro-Rodríguez községekkel határos. Lakosainak száma 153 fő (2024).

## Népesség
A település népessége az utóbbi években az alábbiak szerint változott:
| Lakosok száma | 213  | 199  | 187  | 181  | 180  | 169  | 165  | 157  | 160  | 153  |
|               | 2001 | 2004 | 2006 | 2009 | 2011 | 2014 | 2016 | 2019 | 2021 | 2024 |